# Список президентов Маршалловых Островов
1 мая 1979 года Маршалловы Острова вышли из состава Подопечной территории Тихоокеанские острова, получили местное самоуправление с провозглашением Республики Маршалловы Острова и учреждением поста президента республики. После подписания 21 октября 1986 года Договора о свободной ассоциации с США последние прекратили свою опеку над островами. Официально это произошло 22 декабря 1990 года, когда Совет Безопасности ООН резолюцией 683 упразднил соглашение об опеке над островами. 30 июня 2004 года договор о свободной ассоциации с США был продлён.
Президент Маршалловых Островов избирается из состава членов нижней палаты парламента — нитийелы (марш. Nitijela, нижняя палата) на первом после всеобщих выборов заседании. Избранным является кандидат, получивший большинство голосов. Президент является главой правительства и главой государства. Срок его полномочий — 4 года, что соответствует сроку полномочий парламента.

## Список президентов Маршалловых Островов
|          | Портрет                                              | Имя (годы жизни)                                                  | Полномочия      | Полномочия                                           | Партия                                               | Выборы |
| Начало   | Портрет                                              | Имя (годы жизни)                                                  | Окончание       |                                                      | Партия                                               | Выборы |
| -------- | ---------------------------------------------------- | ----------------------------------------------------------------- | --------------- | ---------------------------------------------------- | ---------------------------------------------------- | ------ |
| и. о.    |                                                      | Амата Кабуа (1928—1996) англ. Amata Kabua                         | 1 мая 1979      | 17 ноября 1979                                       | независимый                                          |        |
| 1 (I—V)  | 17 ноября 1979                                       | Амата Кабуа (1928—1996) англ. Amata Kabua                         | 20 декабря 1996 | 1979                                                 | независимый                                          |        |
| 1 (I—V)  | 17 ноября 1979                                       | Амата Кабуа (1928—1996) англ. Amata Kabua                         | 20 декабря 1996 | 1983                                                 | независимый                                          |        |
| 1 (I—V)  | 17 ноября 1979                                       | Амата Кабуа (1928—1996) англ. Amata Kabua                         | 20 декабря 1996 | 1987                                                 | независимый                                          |        |
|          | 17 ноября 1979                                       | Амата Кабуа (1928—1996) англ. Amata Kabua                         | 20 декабря 1996 | Аелон Кейн Ад (марш. Aelon̄ Kein Ad — «Наши острова») | 1991                                                 |        |
| 1995     | 17 ноября 1979                                       | Амата Кабуа (1928—1996) англ. Amata Kabua                         | 20 декабря 1996 | Аелон Кейн Ад (марш. Aelon̄ Kein Ad — «Наши острова») |                                                      |        |
| и. о.    |                                                      | Кунио Давид Лемари (1942—2008) англ. Kunio David Lemari           | 20 декабря 1996 | Аелон Кейн Ад (марш. Aelon̄ Kein Ad — «Наши острова») | 14 января 1997                                       |        |
| 2        |                                                      | ироилаплап Имата Джабро Кабуа (1943—2019) англ. Imata Jabro Kabua | 14 января 1997  | Аелон Кейн Ад (марш. Aelon̄ Kein Ad — «Наши острова») | 10 января 2000                                       |        |
| 3 (I—II) |                                                      | Кесаи Геса Ноте (1950—) англ. Kessai Hesa Note                    | 10 января 2000  | 14 января 2008                                       | Объединённая демократическая партия                  | 1999   |
| 3 (I—II) | 2003                                                 | Кесаи Геса Ноте (1950—) англ. Kessai Hesa Note                    | 10 января 2000  | 14 января 2008                                       | Объединённая демократическая партия                  |        |
| 4        |                                                      | ироилаплап Литоква Томеинг (1939—2020) англ. Litokwa Tomeing      | 14 января 2008  | 21 октября 2009                                      | Объединённая демократическая партия                  | 2007   |
| и. о.    |                                                      | Рубен Закхрас (1947—2018) англ. Ruben Zackhras                    | 21 октября 2009 | 26 октября 2009                                      | Объединённая демократическая партия                  | 2007   |
| 5        |                                                      | Джуреланг Зедкайя (1950—2015) англ. Jurelang Zedkaia              | 26 октября 2009 | 10 января 2012                                       | Аелон Кейн Ад (марш. Aelon̄ Kein Ad — «Наши острова») | 2007   |
|          | Кейн Ео Ам (марш. Kein Eo Am — «Наше правительство») | Джуреланг Зедкайя (1950—2015) англ. Jurelang Zedkaia              | 26 октября 2009 | 10 января 2012                                       |                                                      | 2007   |
| 6        |                                                      | Кристофер Джоребон Лоик (1952—) англ. Christopher Jorebon Loeak   | 10 января 2012  | 11 января 2016                                       | Аелон Кейн Ад (марш. Aelon̄ Kein Ad — «Наши острова») | 2011   |
| 7        |                                                      | Кастен Нед Немра (1971—) англ. Casten Ned Nemra                   | 11 января 2016  | 28 января 2016                                       | Кейн Ео Ам (марш. Kein Eo Am — «Наше правительство») | 2015   |
| 8 (I)    |                                                      | Хильда Кэти Хайн (1951—) англ. Hilda Cathy Heine                  | 28 января 2016  | 13 января 2020                                       | независимый                                          | 2015   |
| 9        |                                                      | Дэвид Кабуа (1951—) англ. David Kabua                             | 13 января 2020  | 3 января 2024                                        | Аелон Кейн Ад (марш. Aelon̄ Kein Ad — «Наши острова») | 2019   |
| 8 (II)   |                                                      | Хильда Кэти Хайн (1951—) англ. Hilda Cathy Heine                  | 3 января 2024   | действующий                                          | независимый                                          | 2023   |